# 榎本俊二のカリスマ育児
『榎本俊二のカリスマ育児』（えのもとしゅんじのカリスマいくじ）は、榎本俊二の漫画である。

## 概要
めでたく漫画家仲間の耕野裕子と結婚した榎本俊二。しばらくは2人でいいよねなどと言っていた2人であったが、いつの間にか二児をもうけ、育児に奮闘することに…。あまりにも忙しい漫画家生活、そしてあまりにも忙しい子育て生活。果たして、2人の運命や如何に!?

## 登場人物
榎本俊二
作品の主人公で作者で夫であり父。
妻
漫画家の耕野裕子。
長女
育児される側その1。
長男
育児される側その2。
キャロル
マツダの軽自動車。第5の登場人物とされている。
祖母
榎本俊二の母。

## 単行本
秋田書店刊 2006年2月10日発行 800円+税 ISBN 9784253107013